# Янов-Ростовский, Борис Васильевич
Князь Борис Васильевич Янов-Ростовский — воевода во времена правления Ивана IV Васильевича Грозного.
Из княжеского рода Яновы-Ростовские. Единственный сын князя Василия Ивановича Янова-Ростовского по прозванию «Губка».

## Биография
В марте 1545 года первый воевода войск пятой правой руки в Казанском походе, луговою стороною. В марте 1546 года первый воевода Передового полка в походе по «крымским вестям» в Калугу.
Имел единственного бездетного сына, князя Алексея Борисовича, известного только по родословной росписи.